# Сарманово
Сарманово (тат. Сарман) — село в Татарстане, административный центр Сармановского района и Сармановского сельского поселения.

## Этимология
Название поселения было образовано от этнонима сарман (так называли предков казанских татар).

## География
Расположено в 40 км от железнодорожной станции Заинск, около села Иляксазово, рек Татарский-Илек, Мензеля.

## История
В «Списке населенных мест по сведениям 1870 года», изданном в 1877 году, населённый пункт упомянут как деревня Сарманова 2-го стана Мензелинского уезда Уфимской губернии. Располагалась при речке Мензеле, по левую сторону коммерческого тракта из Бирска в Мамадыш, в 60 верстах от уездного города Мензелинска и в 19 верстах от становой квартиры в селе Александровское (Кармалы). В деревне, в 168 дворах жили 1062 человека (536 мужчин и 526 женщин, тептяри, татары), были мечеть, училище, 2 водяные мельницы. Жители занимались земледелием, скотоводством.

## Население
| 1959 | 1970  | 1979  | 1989  | 2002  | 2010  | 2021  |
| ---- | ----- | ----- | ----- | ----- | ----- | ----- |
| 2435 | ↗3197 | ↗4081 | ↗5374 | ↗6327 | ↗7153 | ↘7134 |

## Инфраструктура
В селе работает музей Великой Отечественной войны и краеведения, больница, средняя школа, гимназия, библиотека и другие учреждения социальной сферы.